# Alvarblommossa
Alvarblommossa (Schistidium brunnescens) är en bladmossart som beskrevs av Karl Gustav Limpricht. Alvarblommossa ingår i släktet blommossor, och familjen Grimmiaceae. Arten är reproducerande i Sverige.